# Anastrophyllum minutum
Anastrophyllum minutum là một loài rêu trong họ Anastrophyllaceae. Loài này được Schreb. R.M. Schust. mô tả khoa học đầu tiên năm 1949.